# Hövej

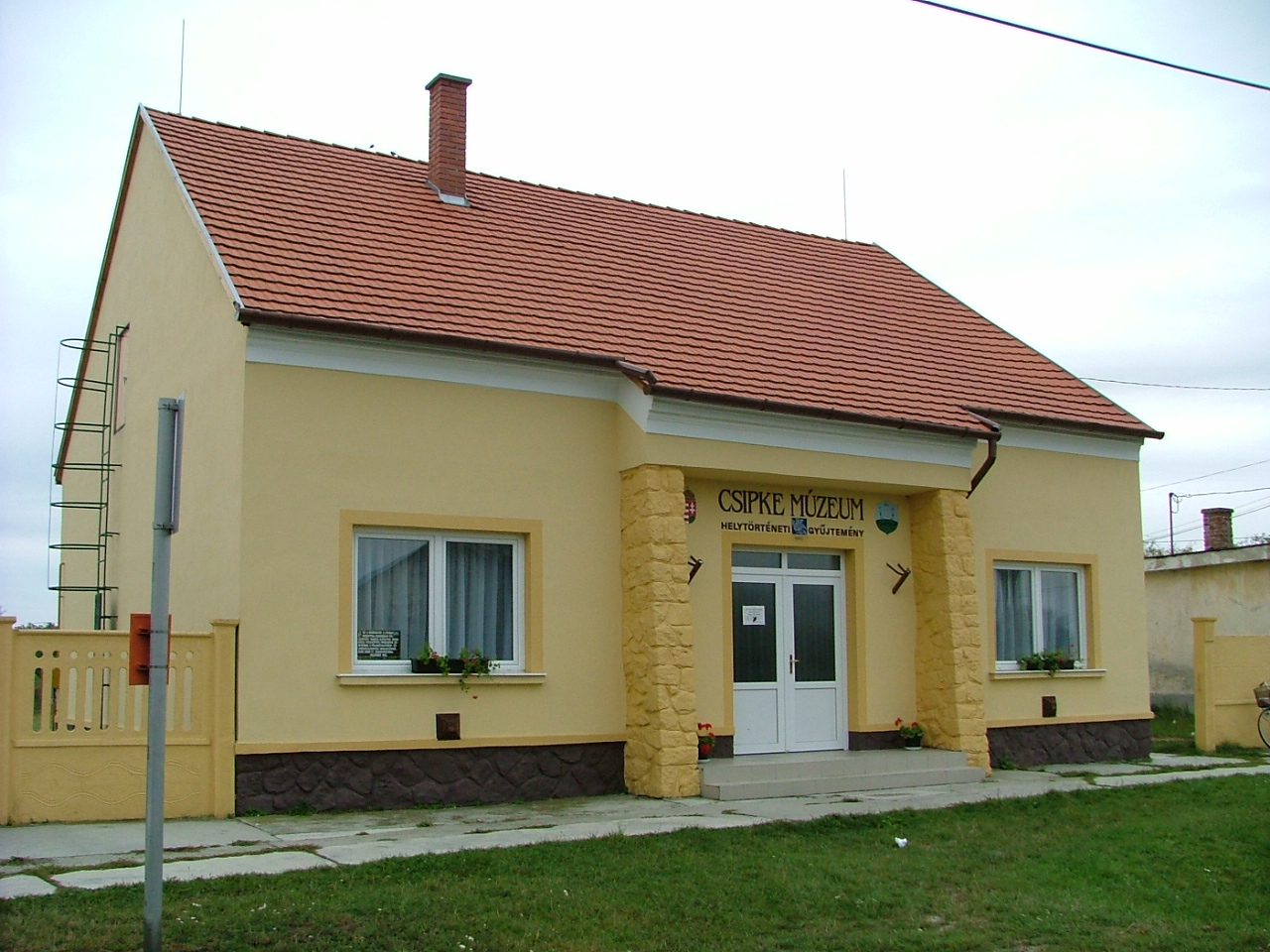
A csipkemúzeum

Hövej (horvátul: Huvlja) község Győr-Moson-Sopron vármegyében, a Kapuvári járásban található.

## Fekvése
Magyarország északnyugati részén, Kapuvártól mintegy 8 kilométerre délre helyezkedik el, a Répcétől és a Rábától nyugatra, kisebb patakokkal szabdalt sík területen.
A szomszédos települések: északkelet felől Kapuvár, dél felől Himod, délnyugat felől Csapod, északnyugat felől pedig Vitnyéd.

### Megközelítése
A térség legfontosabb útjának számító, Győrtől Sopronig vezető 85-ös főút felől két irányból is könnyen megközelíthető: vagy Kapuvárnál letérve a 8611-es, majd a 8613-as úton, vagy Vitnyéd irányából, a 8621-es, majd a 8619-es úton. Az M85-ös autóútról is könnyen elérhető, a 44. kilométere előtt található kapuvári csomópontnál lehajtva.
Az autóbusz-közlekedés jó, rendszeresen indulnak járatok Kapuvárra és a környező településekre. Vasútvonal nem érinti, a legközelebbi vasúti csatlakozási lehetőséget a Győr–Sopron-vasútvonal Kapuvár vasútállomása kínálja, nagyjából 6 kilométerre.

## Története
Első okleveles említése 1280-ból ismert, majd 1436-ból, Hövej névalakban. Ez két család nevében a csornai konvent iratában maradt fenn 1280-ból. 1429-ben egy pozsonyi oklevélben, mint Hövej-család szerepel. Hövej néven először 1436-ban a csornai konvent oklevelében említik. A hagyomány szerint a falu a nevét egy halászattal foglalkozó, Hövej nevű családtól kapta.
A 13. században a Nagymartoniak birtokolták, majd a 15. században a Vedi család tulajdona lett. 1436-ban a Nagymartoni családból származó Fraknóiak a csornai premontrei prépostságnak adományozták. A középkorban a halászat és az állattartás volt a fő gazdasági tevékenység. A földművelés csak lassan bontakozott ki és vált egyre fontosabbá. A höveji jobbágyok robotszolgálatukat Csornán teljesítették.
A 18. században a gyarapodó népesség a földjét erdőirtással és a rétek felszántásával kerekítette ki. 1730-ban felépült az egyhajós barokk római katolikus templom. 1762-ben a prépostság megállapodott a jobbágyokkal a robotterhek pénzbeli megváltásáról. Amikor az úrbérrendezés során az országos kötelezettségeket vezették be, majd 1768-ban újabb, előnyös megállapodást kötöttek a prépostsággal. Így csak 17 napi robotot kellett teljesíteniük a korábbi 52 napos helyett. Megszerezték a halászat jogát, amiért a böjti napokon rákkal és hallal tartoztak fizetni, valamint 80 Ft-ért megszerezték a kocsmáztatás jogát is. A rossz minőségű talajon rozsot és dohányt termesztettek. A népesség növekedésével azonban a telkek felaprózódtak és amikor a prépostság a visszaváltott irtásföldön megszervezte majorságát, helyzetük még rosszabb lett.
Az első világháborúban 23-an estek el a helyi lakosok közül. A második világháborút követően az 1945-es földosztás idején 286 katasztrális hold földet osztottak szét 52 földigénylő között. Az 1950-es évek agrárpolitikája és a termelőszövetkezet megszervezése miatt sokan elköltöztek a faluból. 1962-ben a helyi termelőszövetkezet önállósága is megszűnt.

## A höveji hímzés
A község nevét a höveji hímzés tette ismertté. Ennek a hímzésnek ősi formája, a rábaközi hímzés már régtől fogva ismert. Hövejen lyukacsos hímzés volt a neve, mert a lenge anyagon lévő lyukakat különböző mintájú kötésekkel töltötték ki. A forma szerint alkalmazzák a búzavirág, a tulipán, a szegfű, a tölgyfalevél stb. mintát, a kötés pedig lehet pókos, kalinkás, órás koncos, keresztbe öltögetett. Ezt a hímzést a falu lakói között Nyikos Gáspárné Horváth Borbála terjesztette el az 1860-as években, aki Barbacson járva tanulta meg. Az asszonyok hamar elsajátították a mesterfogásokat nemcsak a munka szépségéért, hanem mert kiderült, hogy a nagy szorgalommal és ügyességgel készült termékek jól eladhatók. Az asszonyok a kézimunkával biztosítani tudták családjuk megélhetését, a lányok pedig kelengyéjüket. Voltak olyan családok, akik kizárólag ebből éltek. Az idősebbek, köztük néha a férfiak is, a termékek árusításával foglalkoztak, felkeresték a városokat és az üdülőhelyeket. A legrégibb kézimunkák az ingelők, kötények, oltárterítők, fejkendők, zsebkendők és ágyterítők voltak. Kezdetben elsősorban a jómódú kapuváriaknak dolgoztak. Az 1930-as években néhány család a Magyar Asszonyok Nemzeti Szövetségénél dolgozott. 1947-ben szerepét a Tereza Háziipari Szövetkezet vette át. 1952-ben megalakult a Budapesti Háziipari Export Szövetkezet, amelynek a falu minden lánya, asszonya tagja lett. Ekkor már előrajzolt minták alapján és készen kapott nyersanyaggal dolgoztak. Ez a munkamódszer a mennyiséget állította előtérbe az egyéni alkotókedvvel szemben. 1954-ben a moszkvai népművészeti kiállításon kapott elismerést a höveji csipke. Az asszonyok közül 20-an nyerték el a népművész címet, Horváth Mária pedig megszerezte a népművészet mestere címet. 1962-ben a híres höveji csipke a brüsszeli világkiállításon aranyérmet szerez.
2003- óta Csipkemúzeum mutatja be a látogatóknak a nevezetes hímzést.

### Hövej mai élete
1950-től a falu életét a tanács irányította. 1990-ben a helyhatósági választások során alakult meg az önkormányzat. A képviselő-testületet és a falu tisztségviselőit függetlenek alkotják. Az önkormányzat szűkös költségvetésből gazdálkodik, elsősorban az intézmények fenntartására és a legfontosabb területek fejlesztésére elegendő. A legfontosabb feladat az infrastrukturális beruházások folytatása és a népesség további fogyásának megállítása.
A falu lakosai közül helyben csak kevesen találnak munkát. Jövedelemkiegészítésként szinte mindenki foglalkozik valamilyen mezőgazdasági tevékenységgel. Az aktív keresők nagyobb része a környező városokban dolgozik. Az alapellátást 2 élelmiszerbolt, 2 vendéglátóhely és egy gázcseretelep biztosítja. Az orvos hetente kétszer rendel, még a védőnő heti egy alkalommal látogat a községbe. 1973-ban megszüntették az iskola felső tagozatát, így ők Kapuvárra járnak tanulni. A Pátzay Pál Általános Iskola tagiskolájában egy pedagógus 8 tanulóval foglalkozik. Óvoda jelenleg nincs a településen. A művelődést és a kikapcsolódást a 2000 kötetes könyvtár és a kultúrotthon szolgálja.
Hövejen 1960-ban vezették be az áramot. A vezetékes ivóvízzel a lakások 90%-a ellátott. Az 1990-es években kiépült a gázhálózat és bekapcsolták a falut a crossbar-rendszerbe. A tervek szerint. A szilárd hulladék összegyűjtése és elszállítása megoldott.

## Közélete

### Polgármesterei
- 1990–1994: Horváth Istvánné (független)[4]
- 1994–1998: Horváth Istvánné (független)[5]
- 1998–2002: Horváth Istvánné (független)[6]
- 2002–2006: Horváth Istvánné (független)[7]
- 2006–2010: Dr. Némethné István Erzsébet (független)[8]
- 2010–2014: Dr. Némethné István Erzsébet (független)[9]
- 2014–2019: Horváth Istvánné (független)[10]
- 2019–2020: Horváth Istvánné (független)[11]
- 2020–2024: Vargáné Molnár Zsuzsanna (független)[12]
- 2024– : Vargáné Molnár Zsuzsanna (független)[1]

A településen 2020. október 11-én időközi polgármester-választást (és képviselő-testületi választást) kellett tartani, mert a képviselő-testület július 2-án feloszlatta magát.

## Népesség
A település népességének változása:
| Lakosok száma | 308  | 294  | 288  | 364  | 333  | 345  | 336  |
|               | 2013 | 2014 | 2015 | 2021 | 2022 | 2023 | 2024 |

A 2011-es népszámlálás során a lakosok 91,3%-a magyarnak, 0,3% horvátnak, 2,8% németnek mondta magát (7,3% nem nyilatkozott; a kettős identitások miatt a végösszeg nagyobb lehet 100%-nál). A vallási megoszlás a következő volt: római katolikus 78,5%, református 1,7%, evangélikus 1,4%, felekezeten kívüli 0,7% (17,4% nem nyilatkozott).
2022-ben a lakosság 83,8%-a vallotta magát magyarnak, 6,9% németnek, 0,3% horvátnak, 0,9% egyéb, nem hazai nemzetiségűnek (13,5% nem nyilatkozott; a kettős identitások miatt a végösszeg nagyobb lehet 100%-nál). Vallásuk szerint 59,8% volt római katolikus, 2,4% evangélikus, 2,1% református, 0,6% egyéb katolikus, 3,9% felekezeten kívüli (30,3% nem válaszolt).

## Látnivalók
- Római katolikus templom
- Római katolikus kápolna
- Csipke Múzeum